# 장미는 슬프다
"장미는 슬프다"는 1958년 공개된 대한민국의 영화이다.

## 배역
- 김동원
- 김지미
- 한미나
- 김승호